# District de Quảng Ninh
Le district de Quảng Ninh (Huyện Quảng Ninh) est un district de la Province de Quảng Bình au Viêt Nam. 

## Présentation
Sa surface est de 1 190,89 km², avec 25 km de côtes et 35 km de frontière avec le Laos.

## Démographie
La population du comté était de 90,000 habitants en 1998.